# Universidad de Sonora
La Universidad de Sonora es una institución de educación superior mexicana autónoma y de servicio público, fundada el 12 de octubre de 1942 en Sonora, México. 
En el ciclo escolar 2024-2025, la matrícula de nivel superior alcanzó los 38,929 estudiantes, de los cuales 37,646 cursan programas de licenciatura y 1,283 de posgrado, lo que representa un aumento general del 5.3% en comparación con el ciclo anterior. Adicionalmente, se registraron 8,859 estudiantes en cursos de idiomas y 1,128 en talleres de arte. 
Su administración central se encuentra ubicada en el campus de la ciudad de Hermosillo, cuenta además con otros cinco campus en diversas localidades del estado: Santa Ana, Caborca, Navojoa, Nogales y Cajeme.
La oferta educativa de la Universidad de Sonora en el ciclo 2024-2025 se integró por 131 diferentes opciones educativas: 59 de nivel posgrado, 59 de licenciatura, nueve cursos de idiomas y cuatro talleres de arte. 
En la edición 2025 del World University Rankings de Times Higher Education, la Universidad de Sonora se ubica en el lugar 16 a nivel nacional, con desempeños destacados en las categorías de industria (quinto lugar), perfil internacional (octavo lugar) y calidad de la investigación (duodécimo lugar). 
Asimismo, en el ranking de uniRank 2025, ocupa la posición número 20 a nivel nacional y se mantiene dentro del Top 200 de las mejores universidades de América Latina. A nivel estatal, continúa consolidándose como la principal institución de educación superior en Sonora.

## Historia
En su devenir histórico, la Universidad de Sonora ha sufrido pocas modificaciones en cuanto a su modo de organización institucional; ha conocido tres grandes etapas históricas, correspondientes con los momentos de cambio en el estatuto jurídico que regula su quehacer académico.

### Primera Etapa: La construcción del Edificio Principal de Rectoría 1942.
Cada período se caracteriza principalmente por las acciones manifiestas de la comunidad universitaria y de sus formas de organización, así como también por las características políticas de las administraciones que la han regido.
La primera etapa va desde el 10 de agosto de 1938, cuando se forma el Comité Pro-Fundación de la Universidad de Sonora - incluyendo el momento de la promulgación de la primera ley orgánica: La Ley N.º 92 (16 de noviembre de 1938) -, hasta el 19 de agosto de 1953, cuando se abroga la Ley N.º 39 (segunda Ley Orgánica); es el momento en que se sustituye al Comité Administrativo por el Consejo Universitario, con la inclusión de un Patronato. Los rectores durante esta etapa fueron:
- Prof. Aureliano Esquivel Casas (1942-1943),
- Ing. Francisco Antonio Astiazarán (1944 -1946) y
- Prof. Manuel Quiroz Martínez ( 1946-1953)

### Segunda Etapa: El Edificio Principal de Rectoría 1948.
La segunda etapa comprende el lapso que va de agosto de 1953 a agosto de 1973, cuando entra en vigencia un nuevo estatuto jurídico, la Ley Orgánica 103 (tercera ley), que sustituye al Patronato por una Comisión de Asuntos Hacendarios (electa por el Consejo), y a los Consejos Directivos para elevar a rango de representación paritaria la representación de los alumnos con la de los maestros en los órganos de gobierno universitario. Los rectores de esta etapa fueron:
- Ing. Norberto Aguirre Palancares (1953-1956),
- Lic. Luis Encinas Johnson (1956-1961),
- Dr. Moisés Canale Rodríguez (1961-1967),
- Lic. Roberto Reynoso Dávila (1967-1968) y
- Dr. Federico Sotelo Ortiz (1968-1972)

Esta etapa se divide en dos períodos históricos claros: uno (1953 a 1966) de despegue y otro (de 1967 a 1973) de convulsión por factores internos y externos.

### Tercera Etapa: La Actualidad
Es la que se inicia en agosto de 1973 (con la promulgación de la Ley Orgánica 103). Se caracteriza por una crisis de funcionalidad institucional con un entorno social profundamente cambiante y también en crisis. Sus efectos sobre la funcionalidad interna de la Universidad son determinantes, como lo son asimismo las particularidades políticas y administrativas de los rectores:
- Lic. Alfonso Castellanos Idiáquez (1973 -1982),
- Ing. Manuel Rivera Zamudio (1982-1987),
- Ing. Manuel Balcázar Meza (interinatos (1987-1989),
- Mat. Marco Antonio Valencia Arvizu (1989-1993),
- M.C. Jorge Luis Ibarra Mendívil (1993-2001),
- Dr. Pedro Ortega Romero (2001-2009),
- Dr. Heriberto Grijalva Monteverde (2009-2017),
- Dr. Enrique Fernando Velázquez Contreras (2017-2021),
- Dra. María Rita Plancarte Martínez (2021 -2025).
- Dra. Dena María Jesús Camarena Gómez (2025-2030]]

Posterior a la Ley Orgánica 4, que estuvo vigente de 1992 a 2023, actualmente rige a la institución la Ley 169 Orgánica de la Universidad de Sonora.

### Símbolos Universitarios

#### El escudo
El escudo de la Universidad fue realizado por el maestro y pintor Francisco Castillo Blanco, quien resultó ganador de la convocatoria lanzada por el entonces rector. El escudo se caracteriza por el predominio del color amarillo que representa la inteligencia, la iluminación y la sabiduría así como la fuerza mental y sabiduría propia de maestros y estudiantes. El color azul representa la comunicación, la voluntad, la fe, la paz, el equilibrio y la felicidad; con lo cual se desarrolla el poder, la iniciativa, la fuerza y la protección propia de ejecutivos. En la parte superior se observa la cabeza del Búho de Palas Atenea, el cual simboliza la Sabiduría. La lámpara votiva y el libro nos dicen que ellos "Todo lo iluminan”. La antorcha refulgente irradia el ilimitado camino del saber.

#### El Lema
El lema de la institución es "El saber de mis hijos hará mi grandeza" fue creado por el Maestro José Vasconcelos el cual evoca el carácter humanístico con la que fue concebida, desde la fundación de la institución. Fue aprobado por la mesa directiva del Comité Administrativo de la Universidad, el 21 de junio de 1945.

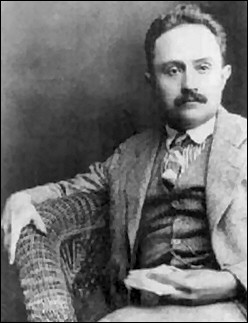
José Vasconcelos creó el lema de la UNISON.

#### Himno Universitario
El Himno de la Universidad de Sonora fue presentando tocado por primera vez el 18 de diciembre de 1942. La letra fue creada por el Prof. Adalberto Sotelo, mientras que la música fue compuesta por el Prof. Ernesto Salazar Girón.

I

Unidos vencerán los aguiluchos del valor, 

unidos han de estar esas falanges del honor; 

la Patria su canción por esos labios va a escuchar, 

con todo el corazón esa canción se escucha ya. 

II

Vamos contentos de vivir por esa senda de verdad

no nos arredra el porvenir ni nos arredra el más allá;

del que trabaja es la virtud, del que trabaja es el honor

brille tu luz, luz de verdad, por siempre así Universidad.

III

Porque Sonora valga más sus nobles hijos lucharán,

porque la Patria sea feliz y por la santa libertad

de un mundo nuevo baja ya definitivo un gran amor

fraterno amor universal que nunca más se ha de apagar.

### Persona titular de Rectoría
La persona titular de Rectoría tiene la representación legal de la Universidad, con facultades de un apoderado(a) general para pleitos, cobranzas y actos de administración y de dominio; presidirá el Colegio Universitario; durará en su cargo cinco años; y no podrá ser reelecta en periodo consecutivo.
A continuación se presenta en orden cronológico las personas que han ocupado la titularidad de la Rectoría:
| - Prof. Aureliano Esquivel Casas (1942-1943) - Ing. Francisco Antonio Astiazarán (1944-1946) - Prof. Manuel Quiroz Martínez (1946-1953) - Ing. Norberto Aguirre Palancares (1953-1956) - Lic. Luis Encinas Johnson (1956-1961) - Dr. Moisés Canale Rodríguez (1961-1967) - Lic. Roberto Reynoso Dávila (1967-1968) - Dr. Federico Sotelo Ortiz (1968-1972) - Lic. Alfonso Castellanos Idiáquez (1973-1982) | - Ing. Manuel Rivera Zamudio (1982-1987) - Ing. Manuel Balcázar Meza (1987-1989) - Mat. Marco Antonio Valencia Arvizu (1989-1993) - M.C. Jorge Luis Ibarra Mendívil (1993-2001) - Dr. Pedro Ortega Romero (2001-2009) - Dr. Heriberto Grijalva Monteverde (2009-2017) - Dr. Enrique Fernando Velázquez Contreras (2017-2021) - Dra. María Rita Plancarte Martínez (2021-2025) - Dra. Dena María Jesús Camarena Gómez /2025-2030) |

## Direcciones Administrativas y Campus
La Universidad de Sonora está dividida en 6 sedes a lo largo del Estado, con asiento en Nogales, Santa Ana, Caborca, Hermosillo, Navojoa y Ciudad Obregón. Hermosillo, como sede principal, alberga la mayoría de los estudiantes y de la oferta educativa.
Cuenta con cuatro Direcciones Administrativas de Campus encabezadas de la siguiente manera:
Director Administrativo de Campus Hermosillo: Dr. Juan Carlos Gálvez Ruiz
Directora Administrativa del Campus Caborca: Dra. Susana Angélica Pastrana Corral
Director Administrativo del Campus Navojoa: Dr. Jesús Alfredo Rosas Rodríguez
Director Administrativo del Campus Nogales: M.C. Isidro Manzano Torres 
Campus Santa Ana:
Jefatura del Departamento de Ciencias Administrativas y Agropecuarias: Dr. Félix Ayala Álvarez
Campus Cajeme:
Jefatura del Departamento de Ciencias de la Salud: Dr. Joel Arias Martínez

### Campus Hermosillo
Fundación: 12 de octubre de 1942

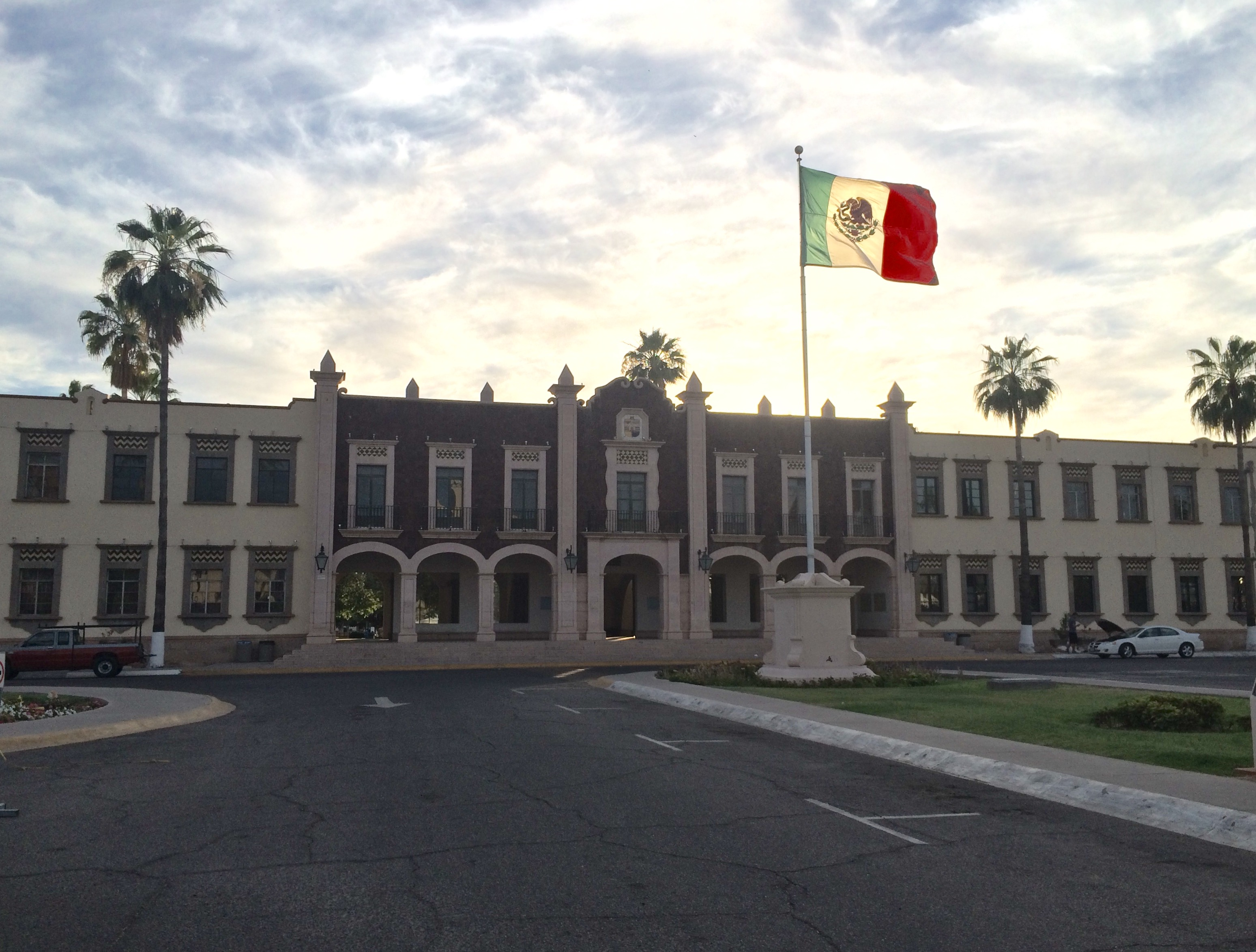
Edificio principal de la UNISON.

Es el primer campus y sede principal de la Universidad de Sonora. Inició actividades con las carreras de Derecho, Ingeniería y Contaduría, marcando el nacimiento de la institución. A lo largo de las décadas, se ha consolidado como el corazón académico, científico, cultural y administrativo de la universidad. Cuenta con la mayor oferta educativa, numerosos centros e institutos de investigación, una intensa vida artística y cultural, y representa el eje del desarrollo institucional a nivel estatal.

### Oferta educativa del Campus Hermosillo
| Facultades Interdisciplinarias                                       | Departamentos | Licenciaturas |
| Facultad Interdisciplinaria de Humanidades y Artes                   | Departamento de Bellas Artes Departamento de Letras y Lingüística Departamento de Lenguas Extranjeras Departamento de Arquitectura y Diseño | Lic. en Artes Escénicas Lic. en Artes Plásticas Lic. en Música Lic. en Literaturas Hispánicas Lic. en Lingüística Lic. en Enseñanza del Inglés Lic. en Arquitectura Lic. en Diseño Gráfico |
| Facultad Interdisciplinaria de Ciencias Económicas y Administrativas | Departamento de Administración Departamento de Contabilidad Departamento de Economía | Lic. en Administración Lic. en Contaduría Pública Lic. en Mercadotecnia Lic. en Turismo Lic. en Economía Lic. en Finanzas Lic. en Negocios y Comercio Internacionales Lic. en Logística |
| Facultad Interdisciplinaria de Ciencias Exactas y Naturales          | Departamento de Física Departamento de Investigación en Física Departamento de Matemáticas Departamento de Geología | Lic. en Física Lic. en Física Médica Ing. en Tecnología Electrónica Lic. en Matemáticas Lic. en Ciencias de la Computación Lic. en Geología Ing. en Ciencias Ambientales |
| Facultad Interdisciplinaria de Ciencias Sociales                     | Departamento de Derecho Departamento de Sociología y Administración Pública Departamento de Psicología y Ciencias de la Comunicación Departamento de Trabajo Social Departamento de Historia y Antropología | Lic. en Derecho Lic. en Sociología Lic. en Administración Pública Lic. en Seguridad Pública Lic. en Psicología Lic. en Ciencias de la Comunicación Lic. en Educación Lic. en Trabajo Social Lic. en Historia Lic. en Antropología                                                                                          |
| Facultad Interdisciplinaria de Ciencias Biológicas y de Salud        | Departamento de Agricultura y Ganadería Departamento de Ciencias del Deporte y de la Actividad Fisica Departamento de Ciencias Químico Biológicas Departamento de Enfermería Departamento de Investigaciones Científicas y Tecnológicas Departamento de Investigación y Posgrado en Alimentos Departamento de Medicina y Ciencias de la Salud | Ing. Agrónomo Lic. en Médico Veterinario Zootecnista Lic. en Ciencias Genómicas Lic. en Cultura Física y Deporte Lic. en Fisioterapia Lic. en Ciencias Nutricionales Lic. en Químico en Alimentos Lic. en Químico Biólogo Clínico Lic. en Química Lic. en Enfermería Lic. en Biología Lic. en Medicina Lic. en Odontología |
| Facultad Interdisciplinaria de Ingeniería                            | Departamento de Ingeniería Civil y Minas Departamento de Ingeniería Industrial Departamento de Ingeniería Química y Metalurgia Departamento de Investigación en Polímeros y Materiales | Ing. Civil Ing. en Minas Ing. Industrial y de Sistemas Ing. en Sistemas de Información Ing. en Mecatrónica Lic. en Sustentabilidad Ing. Química Ing. Metalúrgica Ing. en Materiales Ing. en Energías Renovables Ing. Biomédica                                                                                             |

### Campus Caborca
Fundación: 27 de noviembre de 1978
Inició actividades como Unidad Regional Norte, en un local provisional contiguo al Gimnasio Municipal. Recibió a 296 estudiantes en su primer ciclo escolar, quienes dieron vida al proyecto educativo en esta zona del estado. Desde entonces, el campus se ha desarrollado como un centro estratégico para la formación en ciencias sociales, administrativas, agropecuarias y ambientales, con una fuerte vinculación a la actividad minera y agrícola de la región.

### Oferta educativa del Campus Caborca
| Facultades Interdisciplinarias                                       | Departamentos                                               | Licenciaturas                                                                                 |
| Facultad Interdisciplinaria de Ciencias Biológicas y de Salud        | Departamento de Ciencias Químico Biológicas y Agropecuarias | Li. en Químico Biólogo Clínico                                                                |
| Facultad Interdisciplinaria de Ingeniería                            | Departamento de Física, Matemáticas e Ingeniería            | Ing. Industrial y de Sistemas Ing. Minero                                                     |
| Facultad Interdisciplinaria de Ciencias Económicas y Administrativas | Departamento de Ciencias Económico-Administrativas          | Lic. en Administración Lic. en Contaduría Pública Lic. en Negocios y Comercio Internacionales |
| Facultad Interdisciplinaria de Ciencias Sociales                     | Departamento de Ciencias Sociales                           | Lic. en Derecho Lic. en Educación Lic. en Psicología                                          |

### Campus Navojoa
Fundación: 26 de noviembre de 1979
Se creó para ampliar las oportunidades de educación superior en el sur de Sonora. Desde sus inicios ha sido un referente regional, con una sólida oferta académica en áreas como salud, educación, ciencias sociales e ingeniería. Su labor ha sido esencial en el desarrollo social, productivo y profesional de comunidades rurales y urbanas del sur del estado, consolidándose como un espacio de inclusión y progreso educativo.

### Oferta educativa del Campus Navojoa
| Facultades Interdisciplinarias                                       | Departamentos                                               | Licenciaturas                                                                  |
| Facultad Interdisciplinaria de Ciencias Biológicas y de Salud        | Departamento de Ciencias Químico Biológicas y Agropecuarias | Lic. en Químico Biólogo Clínico Lic. en Enfermería                             |
| Facultad Interdisciplinaria de Ingeniería                            | Departamento de Física, Matemáticas e Ingeniería            | Ing. Industrial y de Sistemas Ing. Civil Ing. Mecánica Ing. en Semiconductores |
| Facultad Interdisciplinaria de Ciencias Económicas y Administrativas | Departamento de Ciencias Económico-Administrativas          | Lic. en Contaduría Púbica Lic. en Administración                               |
| Facultad Interdisciplinaria de Ciencias Sociales                     | Departamento de Ciencias Sociales                           | Lic. en Derecho Lic. en Educación Lic. en Trabajo Social                       |

### Campus Nogales
Fundación: 20 de septiembre de 2004
Nació con el objetivo de atender la demanda educativa en una zona fronteriza estratégica. Inició con las licenciaturas en Comunicación Organizacional y Negocios y Comercio Internacionales, orientadas al contexto económico binacional. Posteriormente se integraron programas como Informática Administrativa (2006), Derecho (2008) y Psicología (2009). El campus se ha posicionado como un nodo académico con enfoque en desarrollo industrial, comercio internacional y atención psicosocial, alineado con la dinámica social y productiva del norte del estado.

### Oferta educativa del Campus Nogales
| Facultades Interdisciplinarias                                       | Departamentos                                      | Licenciaturas                                                                            |
| Facultad Interdisciplinaria de Ciencias Económicas y Administrativas | Departamento de Ciencias Económico-Administrativas | Lic. en Administración Lic. en Finanzas Lic. en Negocios y Comercio Internacionales      |
| Facultad Interdisciplinaria de Ciencias Sociales                     | Departamento de Ciencias Sociales                  | Lic. en Derecho Lic. en Educación Lic. en Psicología Lic. en Ciencias de la Comunicación |

### Campus Cajeme
Fundación: 16 de agosto de 2010
Es el campus más reciente de la Universidad de Sonora. Comenzó en instalaciones provisionales con 240 estudiantes en los programas de Medicina, Nutrición, Químico-Biólogo Clínico y Enfermería. Su edificio propio fue inaugurado el 18 de octubre de 2011. Ha tenido un crecimiento sostenido, incorporando nuevas carreras y desarrollando una sólida infraestructura académica, con especial énfasis en las áreas de salud. Su presencia responde a una histórica demanda de educación pública universitaria en Ciudad Obregón.

### Oferta educativa del Campus Cajeme
| Facultades Interdisciplinarias                                | Departamentos                        | Licenciaturas |
| Facultad Interdisciplinaria de Ciencias Biológicas y de Salud | Departamento de Ciencias de la Salud | Lic. en Medicina Lic. en Enfermería Lic. en Químico Biólogo Clínico Lic. en Ciencias Nutricionales Lic. en Psicología de la Salud |

### Campus Santa Ana
Fundación: 12 de octubre de 1963
Fue la primera extensión universitaria fuera de Hermosillo, establecida como la Escuela de Técnicos en Contabilidad y Administración. Su apertura marcó el inicio de la descentralización de la educación superior en Sonora. La primera generación se tituló en 1966, y desde entonces el campus ha sido un bastión de formación profesional en la región norte del estado, contribuyendo al arraigo y fortalecimiento académico de comunidades rurales y urbanas del noroeste sonorense.

### Oferta educativa del Campus Santa Ana
| Facultades Interdisciplinarias                                       | Departamentos                                            | Licenciaturas                     |
| Facultad Interdisciplinaria de Ciencias Económicas y Administrativas | Departamento de Ciencias Administrativas y Agropecuarias | Lic. en Administración            |
| Facultad Interdisciplinaria de Ciencias Sociales                     | Departamento de Ciencias Administrativas y Agropecuarias | Lic. en Derecho Lic. en Educación |